# Aéroport de Big Trout Lake
L'aéroport de Big Trout Lake est un aéroport situé en Ontario, au Canada.